# Dongshahe (köping i Kina, Shandong)
Dongshahe (kinesiska: 东沙河镇, 东沙河) är en köping i Kina. Den ligger i provinsen Shandong, i den östra delen av landet, omkring 170 kilometer söder om provinshuvudstaden Jinan. Antalet invånare är 49022. Befolkningen består av 23 465 kvinnor och 25 557 män. Barn under 15 år utgör 15,0 %, vuxna 15-64 år 74 %, och äldre över 65 år 9,0 %.
Genomsnittlig årsnederbörd är 828 millimeter. Den regnigaste månaden är juli, med i genomsnitt 252 mm nederbörd, och den torraste är januari, med 4 mm nederbörd.